# 仿篩耳鯰
仿篩耳鯰，為輻鰭魚綱鯰形目甲鯰科的其中一種，為熱帶淡水魚，分布於南美洲巴拉圭Monday河流域，體長可達4.3公分，棲息在深色、森林覆蓋沙底質溪流底層水域，生活習性不明。

## 扩展阅读
維基物種上的相關：仿篩耳鯰